# Nemeritis fallax
Nemeritis fallax là một loài tò vò trong họ Ichneumonidae.